# Robert Rolfe (1er baron Cranworth)
Robert Monsey Rolfe, 1er baron Cranworth, (18 décembre 1790 - 26 juillet 1868) est un avocat britannique et un homme politique libéral. Il est deux fois Lord grand chancelier.

## Jeunesse
Né à Cranworth, dans le Norfolk, il est le fils aîné du révérend Edmund Rolfe et de Jemima Alexander, nièce de James Alexander (1er comte de Caledon) et petite-fille du médecin Messager Monsey (en). Il est lié à l'amiral Horatio Nelson et fait ses études à Bury St Edmunds, à Winchester, au Trinity College de Cambridge Downing College de Cambridge (dont il est élu boursier). Il est appelé au barreau au Lincoln's Inn, en 1816.

## Carrière juridique et politique
Il représente Penryn et Falmouth au Parlement de 1832 jusqu'à sa nomination comme baron de l'échiquier en 1839. En 1850, il est nommé vice-chancelier et élevé à la pairie en tant que baron Cranworth, de Cranworth, dans le comté de Norfolk. En 1852, Lord Cranworth devient Lord grand chancelier dans le ministère de coalition de Lord Aberdeen. Il occupe également le poste de chancelier dans l'administration de Lord Palmerston jusqu'à la démission de ce dernier en 1858. Il n'est pas reconduit dans ses fonctions lorsque Palmerston revient au pouvoir en 1859 mais, à la retraite de Lord Westbury en 1865, il accepte le poste pour la deuxième fois et le conserve jusqu'à la chute du gouvernement Russell en 1866.

## Vie privée
En 1850, Cranworth épouse Laura Carr (1807-1868), fille de Thomas William Carr (né en 1770). Le couple n'a pas eu d'enfants. 
Lord Cranworth est décédé à son siège de Holwood House le 26 juillet 1868, à l'âge de 77 ans, des suites d'une courte maladie liée à la chaleur. Comme il était sans enfant, le titre a disparu à sa mort.